# Mettersdorf am Saßbach
Mettersdorf am Saßbach – gmina targowa w Austrii, w kraju związkowym Styria, w powiecie Südoststeiermark. Według Austriackiego Urzędu Statystycznego liczyła 1295 mieszkańców (1 stycznia 2015).